# Maresiella barringtoniana
Maresiella barringtoniana is een pissebed uit de familie Gnathostenetroidae. De wetenschappelijke naam van de soort is voor het eerst geldig gepubliceerd in 1973 door Fresi.